# Marion Post Wolcottová

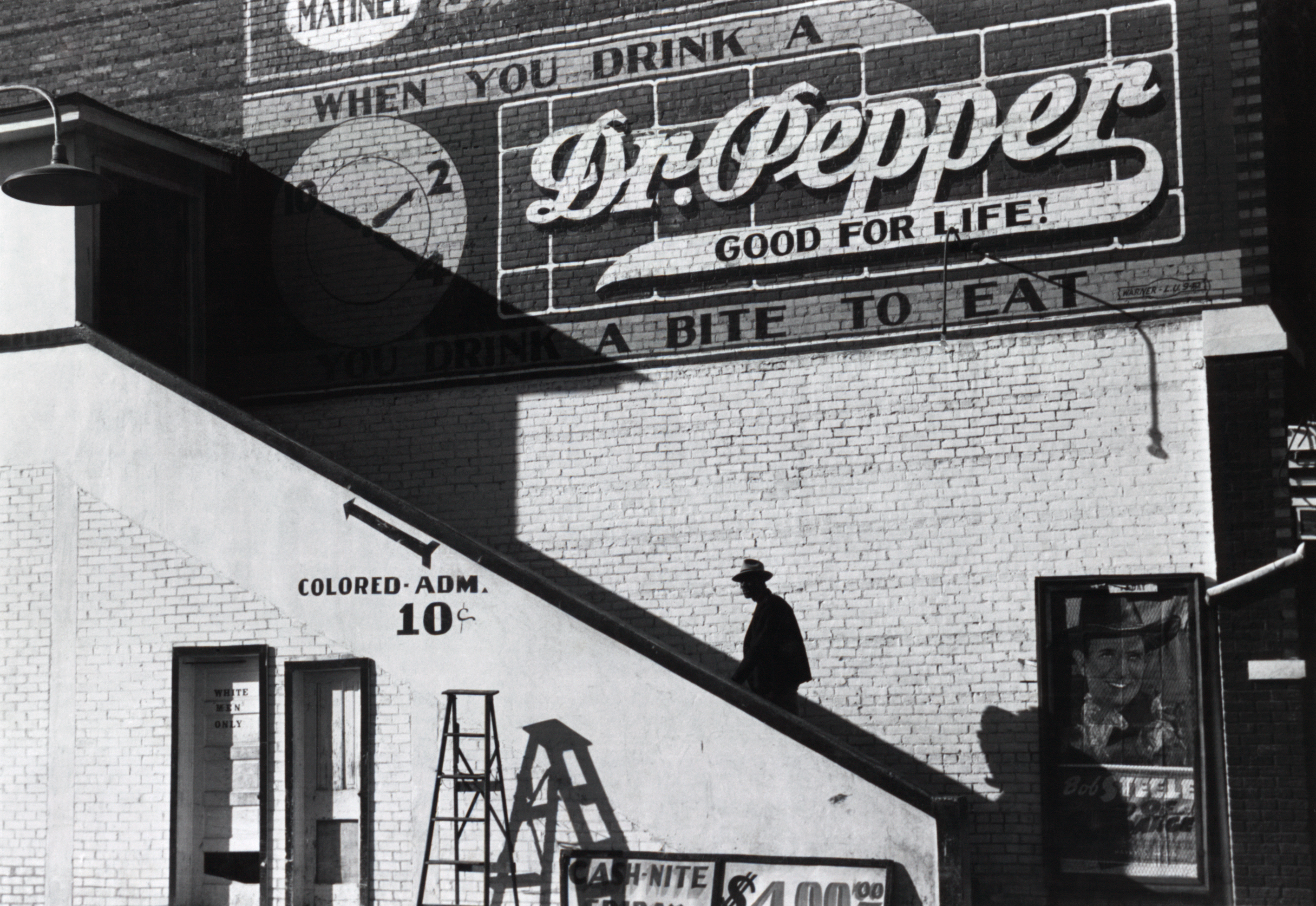
Černoch jde do kina v Belzoni, Mississippi speciálním vchodem „pro barevné“

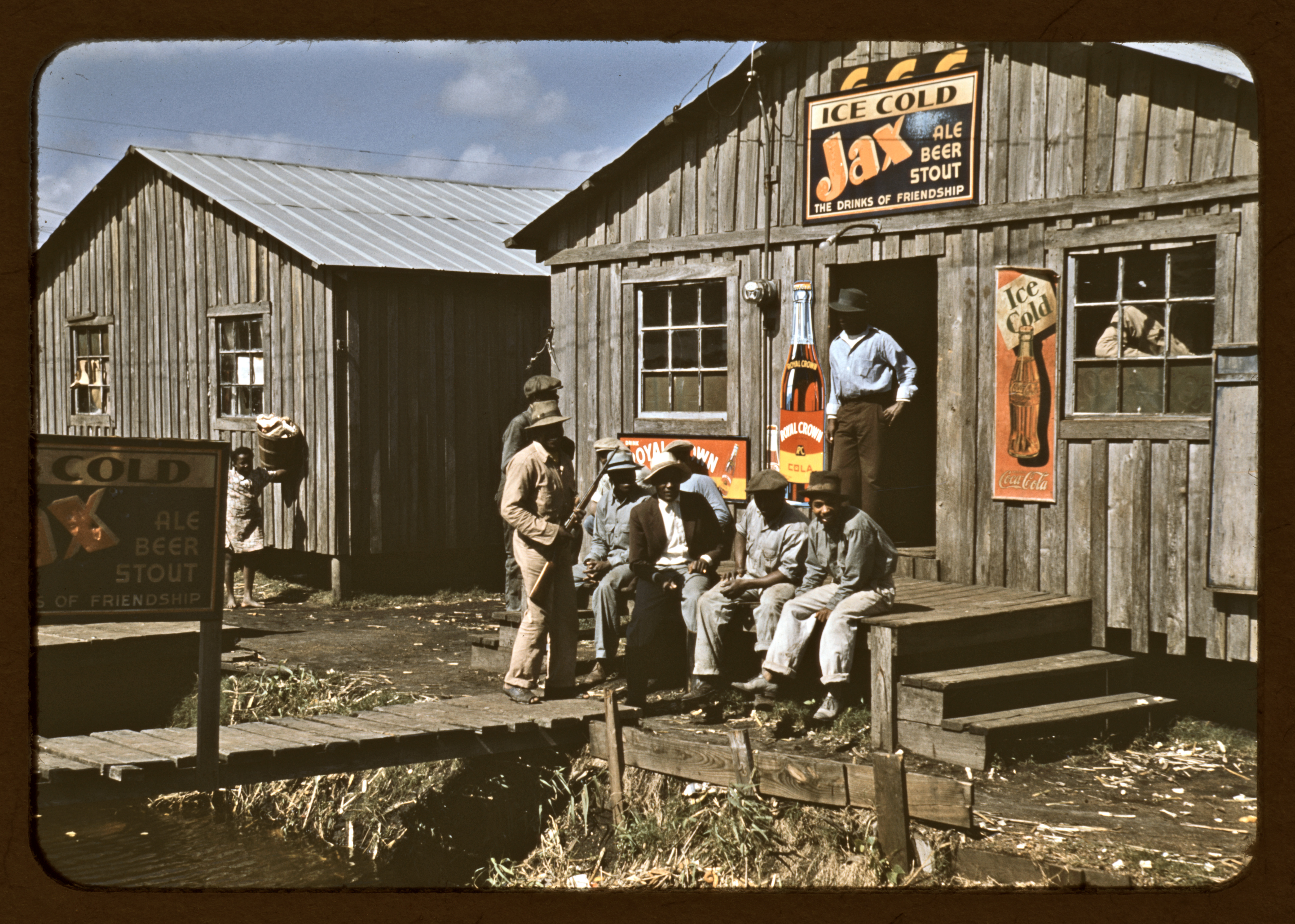
Juke joint - laciná restaurace s jukeboxem v Belle Glade, Florida, 1944

Marion Postová (později Marion Postová Wolcottová, nepřechýleně Marion Post Wolcott; 7. června 1910 Montclair – 24. listopadu 1990 Santa Barbara) byla významná americká fotografka, která pracovala pro společnost Farm Security Administration během Velké hospodářské krize a dokumentovala chudobu a strádání.

## Život a dílo
Narodila se v New Jersey. Její rodiče se rozvedli a ona byla poslána do internátní školy. Když nebyla ve škole, trávila čas se svou matkou v Greenwich Village. Setkala se tu s mnoha umělci a hudebníky a stal se vášnivou tanečnicí. Studovala na prestižní univerzitě New School.
Vystudovala jako učitelka a nastoupila do práce v malém městě v Massachusetts. Pozorovala tam realitu krize a problémy chudých. Když byla její škola uzavřena, odešla do Evropy studovat se svou sestrou Helenou. Helena studovala s Trudou Fleischmannovou, vídeňskou fotografkou. Marion ukázala Fleischmannové některé ze svých fotografií a ta jí doporučila dále fotografovat.
Ve Vídni viděla některé nacistické útoky na Židy a zděsila se. Brzy se ona i její sestra museli kvůli větší bezpečnosti vrátit do USA. Začala znovu vyučovat, ale také pokračovala ve své fotografické práci a zapojila se do anti-fašistického hnutí. V newyorském sdružení Photo League potkala Ralpha Steinera a Paula Stranda, kteří ji povzbudili. Posléze objevila Philadelphský večerní bulletin, který projevil zájem o její „příběhy žen“. Ralph Steiner její portfolio ukázal Royi Strykerovi, šéfovi FSA a Paul Strand napsal doporučující dopis. Strykera její práce zaujala a okamžitě ji přijal. Její fotografie pro FSA často zkoumají politické aspekty chudoby a strádání. Dokáže však v mnoha situacích nalézt humor a vtip.
Společnost FSA byla vytvořena v USA v roce 1935 v rámci New Deal. Jejím úkolem bylo v krizi pomáhat proti americké venkovské chudobě. FSA podporovalo skupování okrajových pozemků, práci na velkých pozemcích s moderními stroji a kolektivizaci. Se vstupem USA do druhé světové války však nastala změna: projekt FSA dostal jiné jméno – Office of War Informations (OWI) – a také jiný program. Ve válce musela propaganda ukazovat, jak jsou Spojené státy silné a ne jaké mají potíže. V roce 1948, kdy FSA zanikla, byla dokonce snaha pořízené dokumenty zničit, aby nemohly být použity pro propagandu komunistickou.
V roce 1941 se setkala s Lee Wolcottem. Když skončila její práce pro FSA, provdala se za něj.

## Galerie

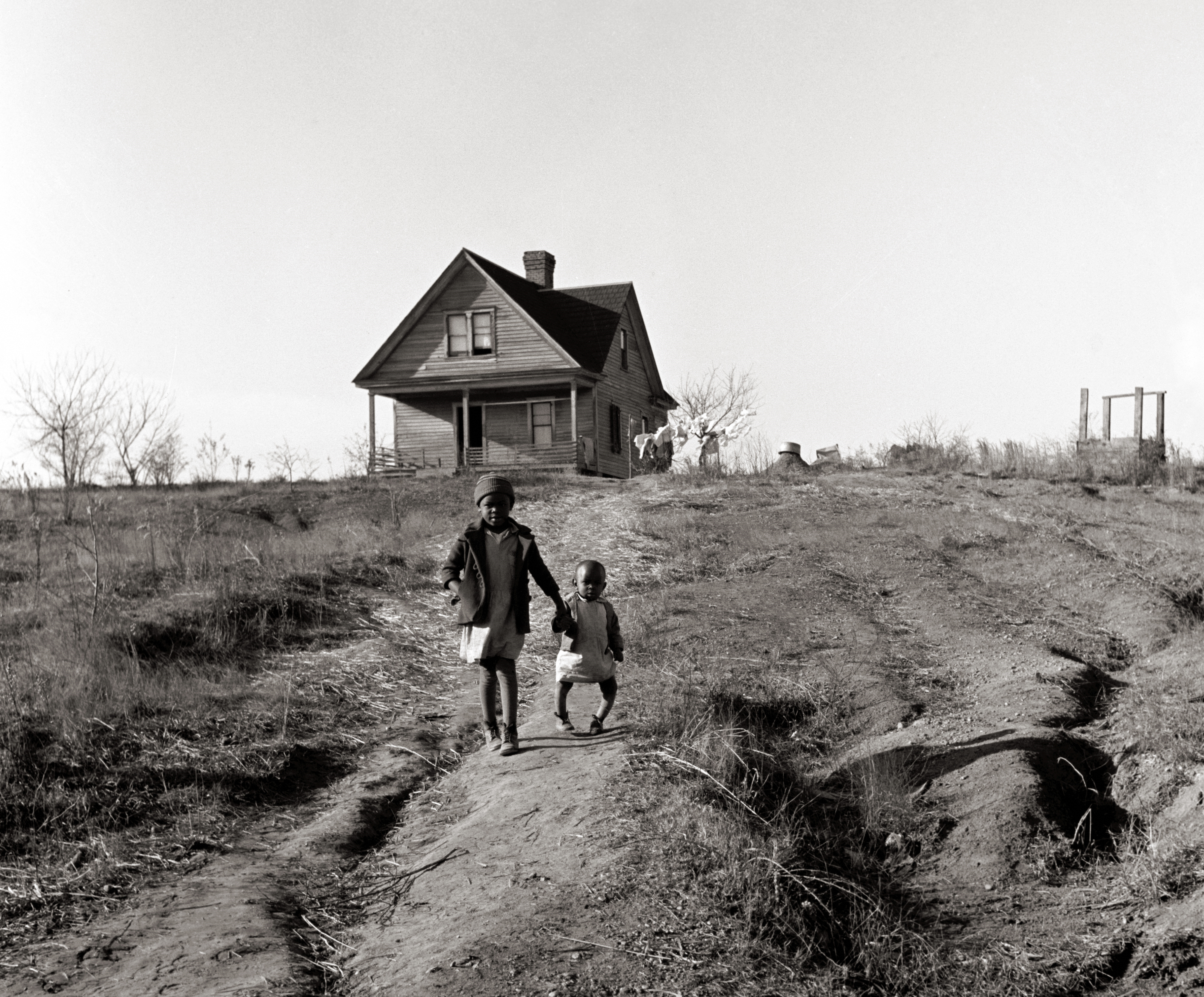
Afroamerické děti z Wadesboro, Severní Karolína, 1938
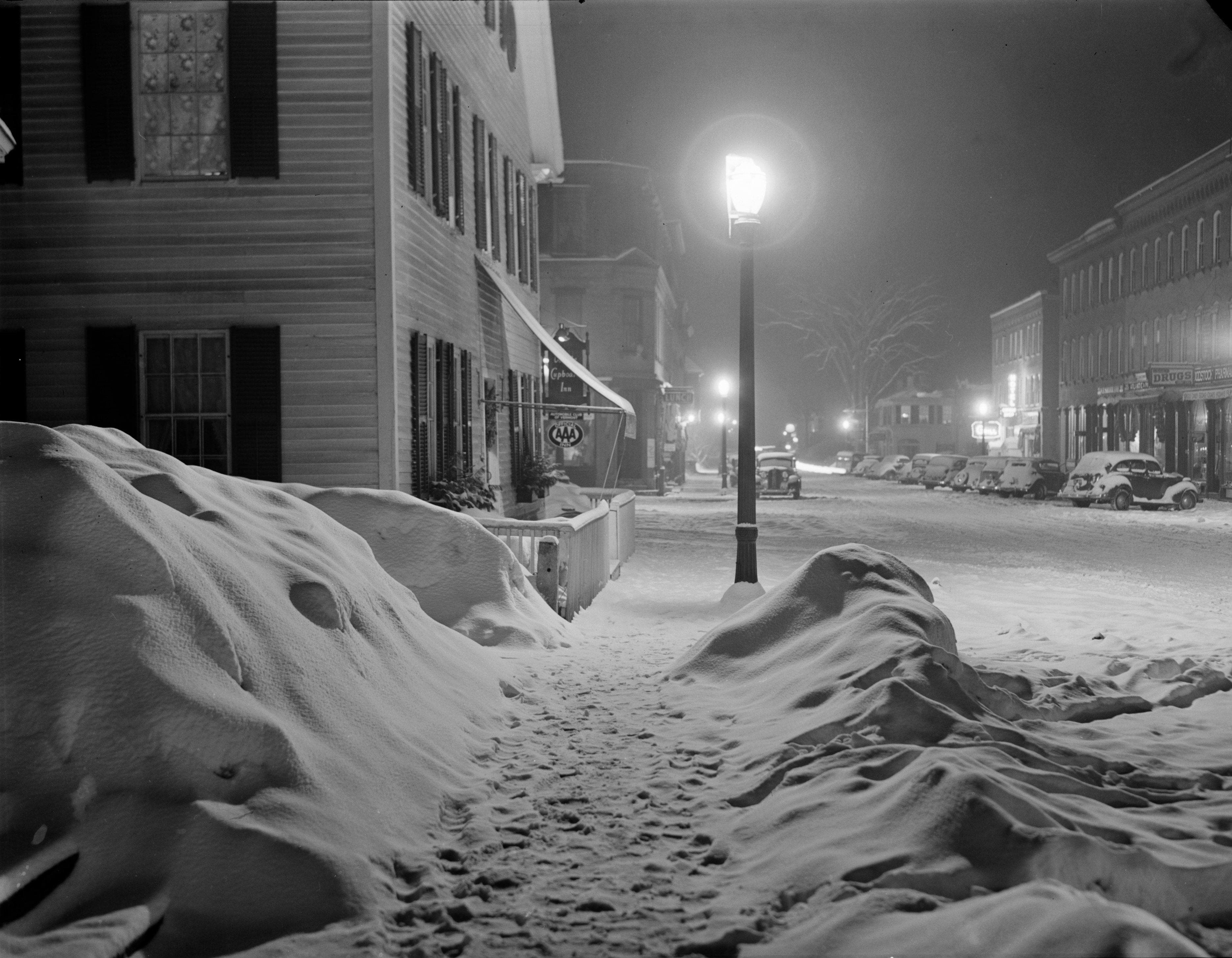
Woodstock, snowy night
Jitterbug
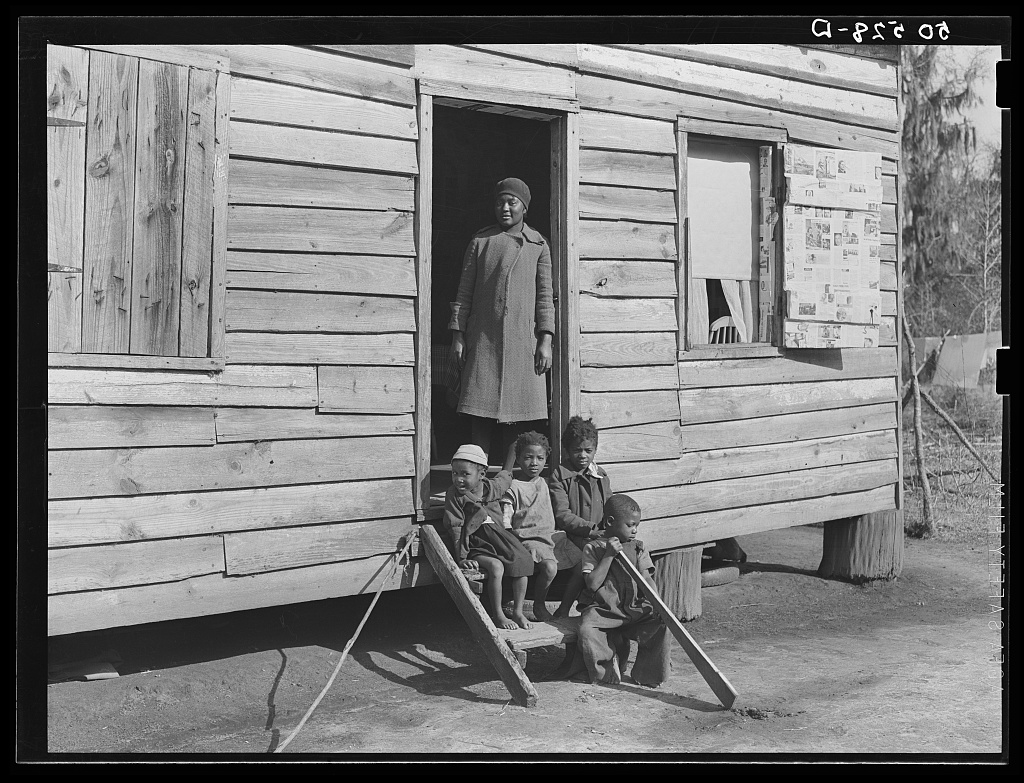
Negro Home near Charleston, South Carolina, 1938
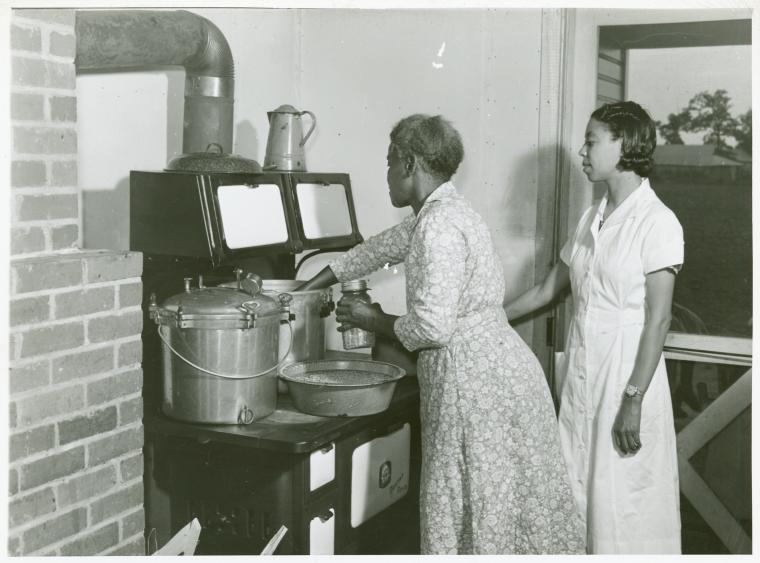
Ada Turner and Evelyn M. Driver Home Management, 1939
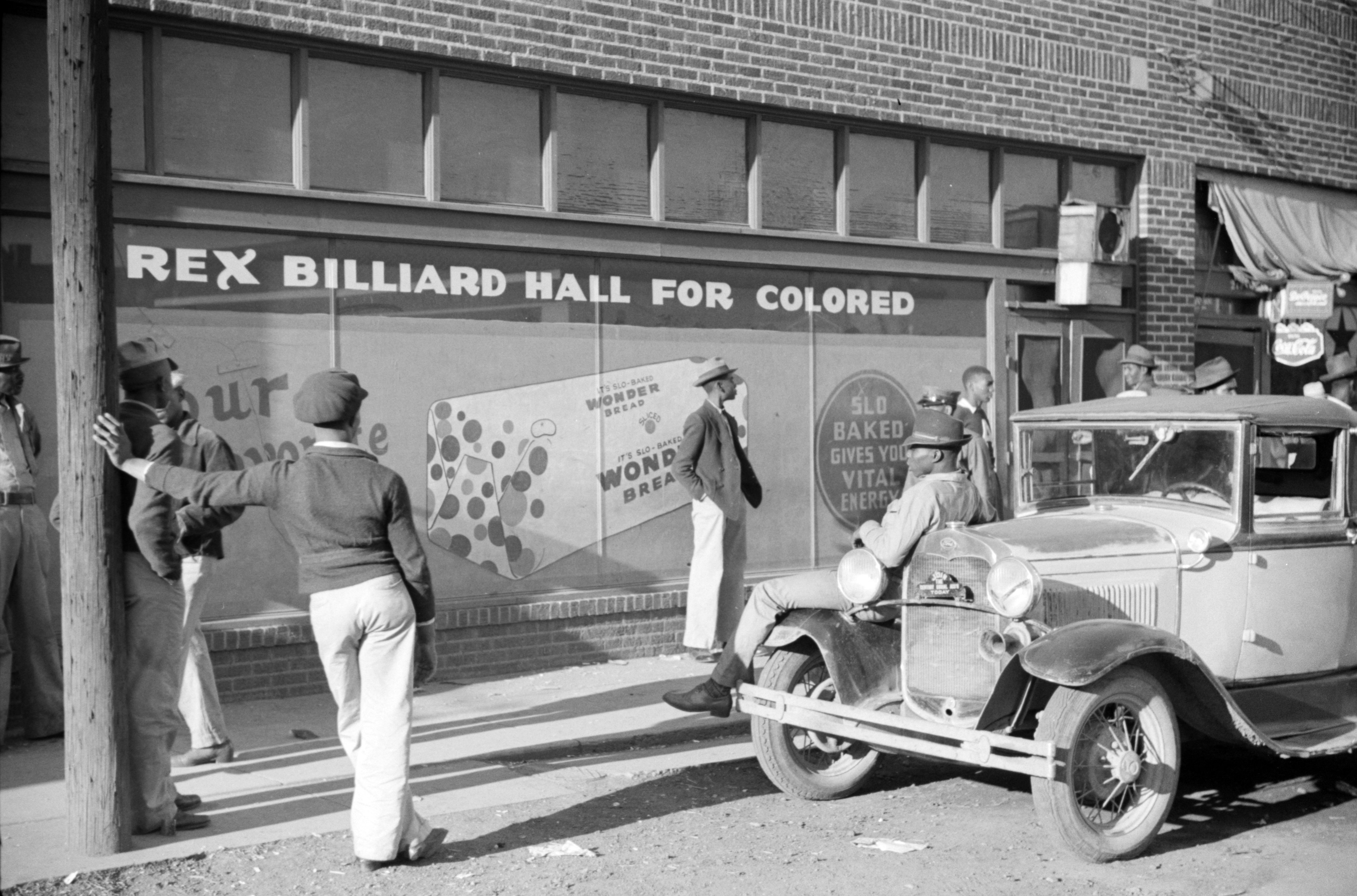
Kulečník pro barevné
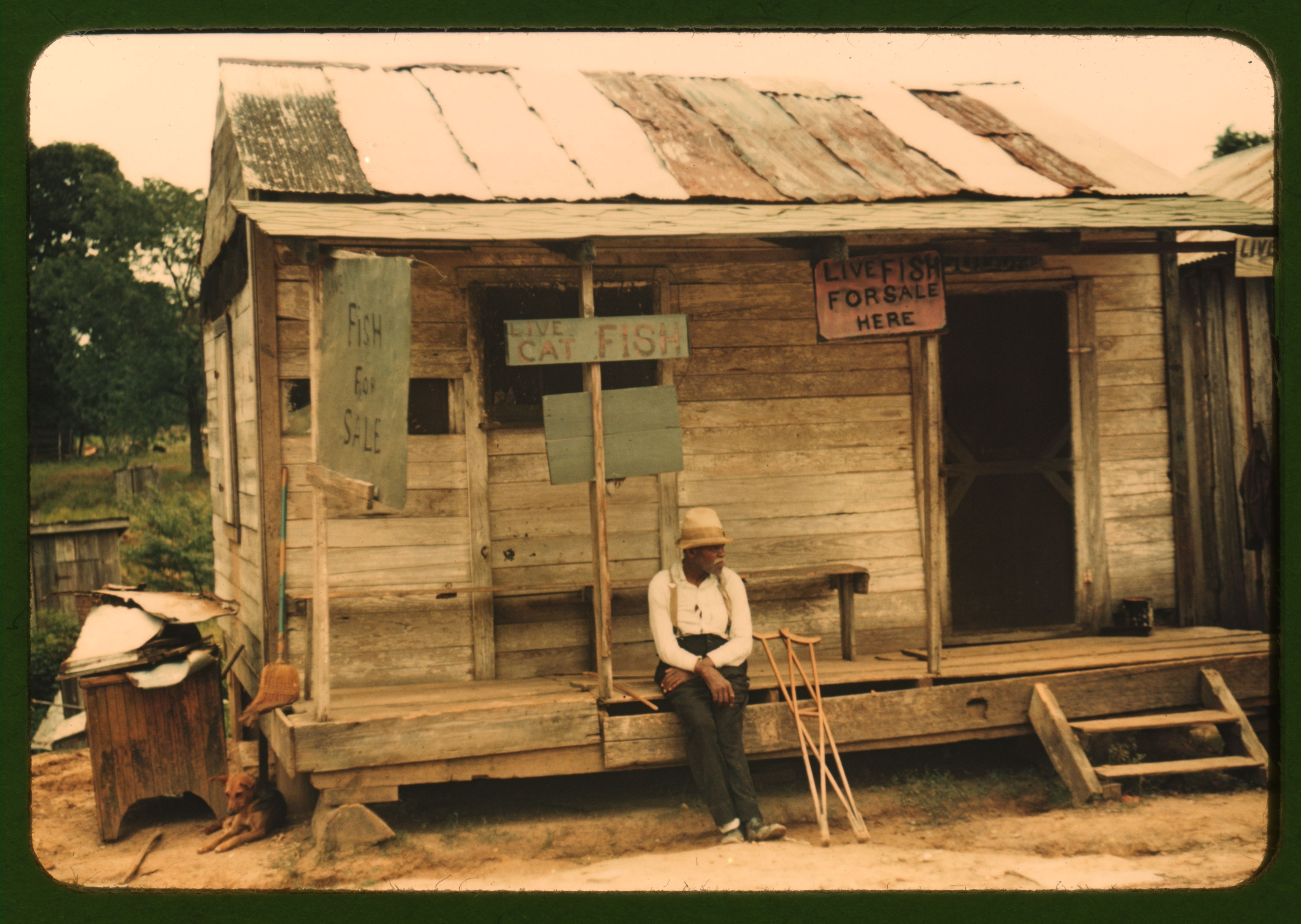
Obchod s živýma rybama na prodej, Natchitoches, La., 1940
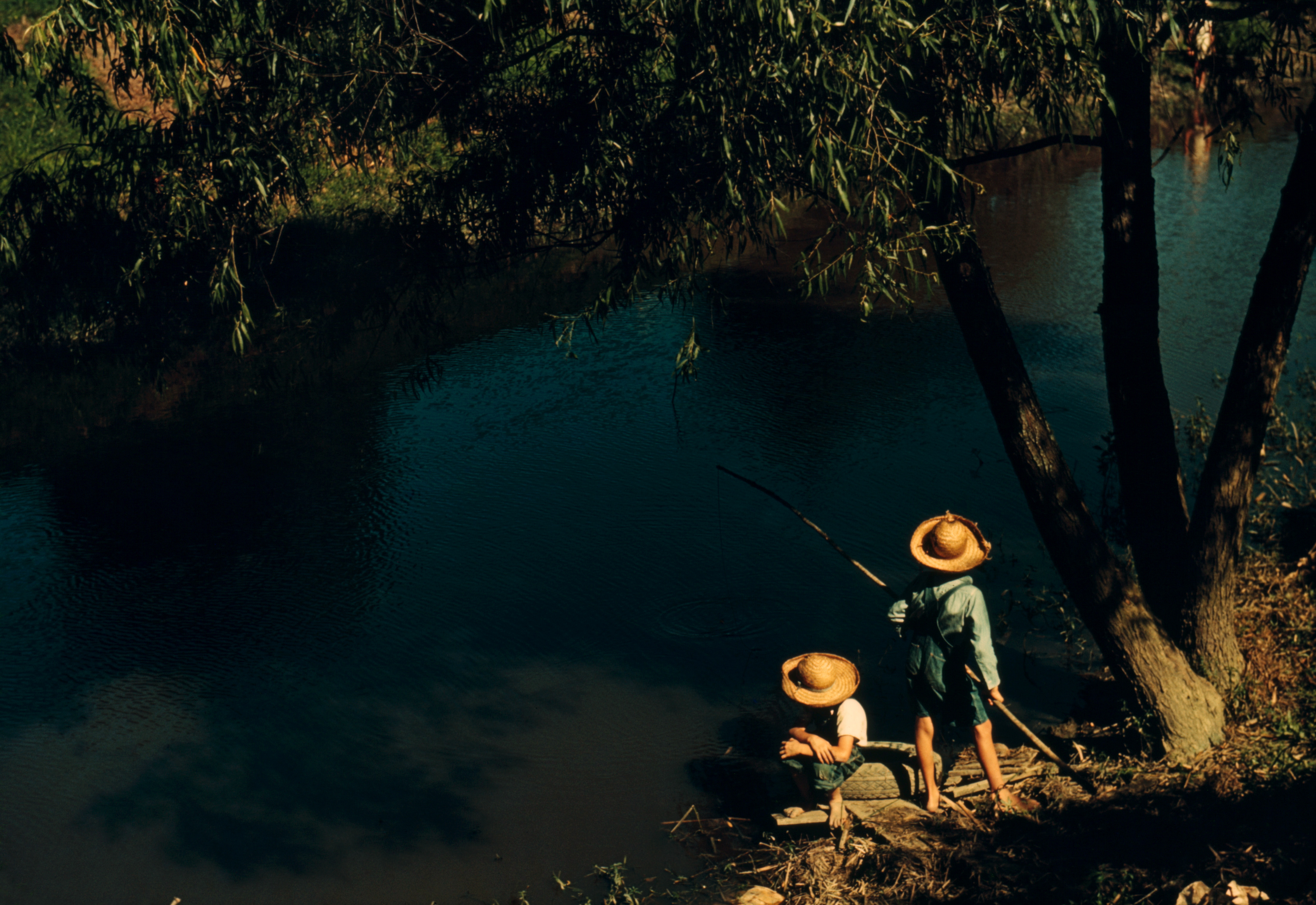
Chlapci chytají ryby, Schriever, Louisiana, 1944
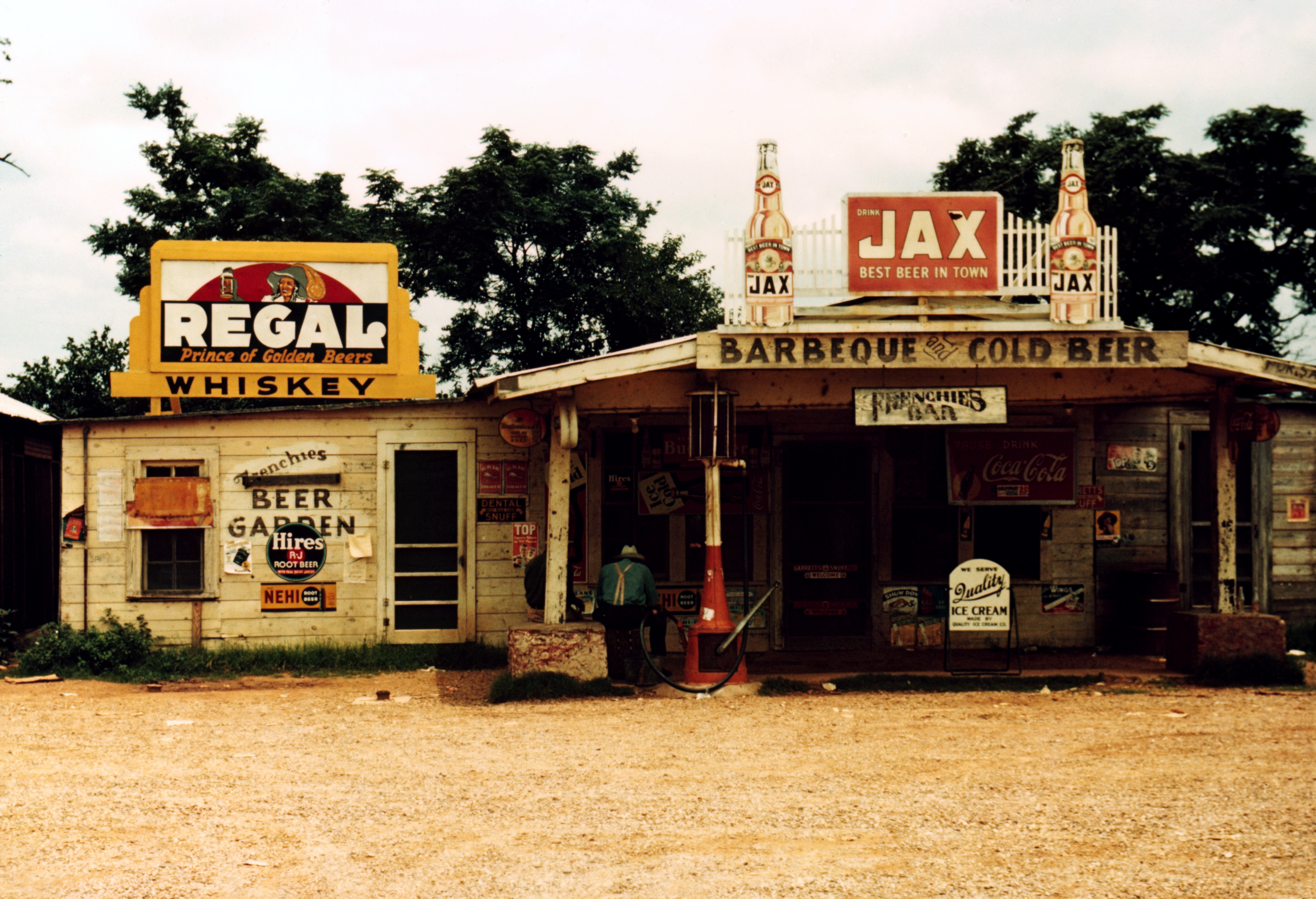
A cross roads store, bar, juke joint, and gas station, Melrose, Louisiana, 1940
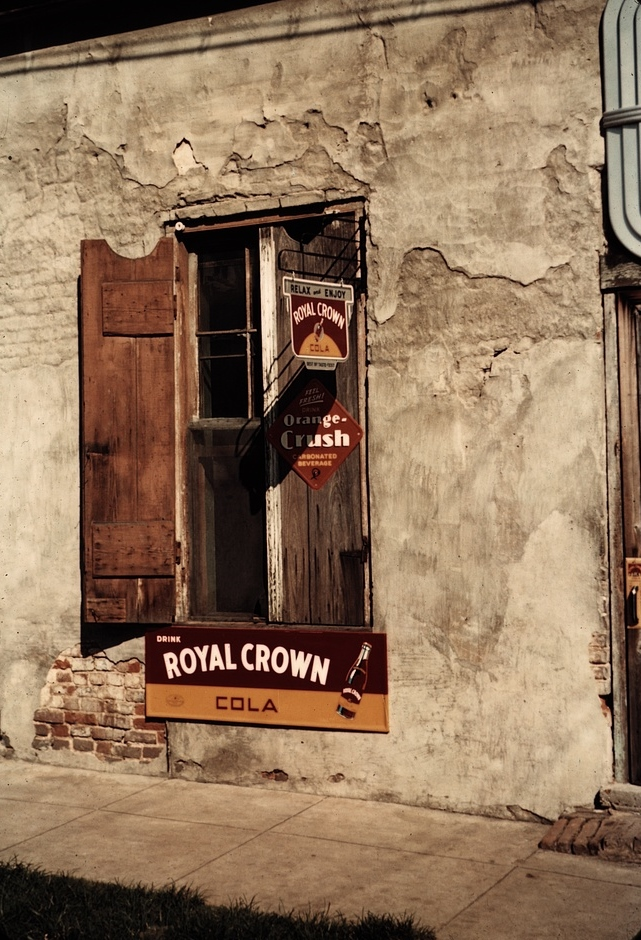
Natchez
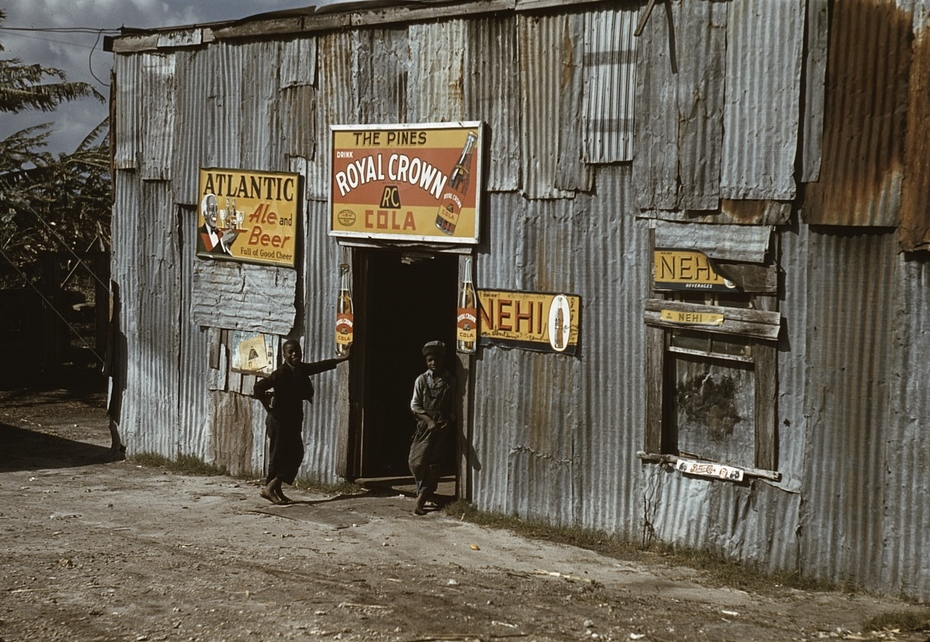
Negro migratory workers by a juke joint